# 중명사 부주연의 오류
중개념 부주연의 허위(中槪念不周延의虛僞, fallacy of the undistributed middle) 또는 중명사 부주연의 오류 또는 매개념 부주연의 오류는 정언적 삼단 논법에서, 중개념(또는 중명사)의 외연이 적어도 한 번은 주연(周延)하지 아니하면 안 되는데, 그 조건을 충족시키지 아니하고 결론을 내는 허위의 오류를 말한다.

## 명제의 주연과 부주연
| 명제           | 주사   | 빈사   |
| 긍정명제(전칭) | 주연   | 부주연 |
| 부정명제(전칭) | 주연   | 주연   |
| 긍정명제(특칭) | 부주연 | 부주연 |
| 부정명제(특칭) | 부주연 | 주연   |

따라서 당연히 전칭은 주사가 주연하고있으며 특칭은 주사가 부주연하고있고 한편 긍정명제는 빈사가  부주연하고있으며 부정명제는 빈사가 주연한다.
이때 명제들은 정언명제로서 각각 전칭 긍정명제와 전칭 부정명제 그리고  특칭 긍정명제와 특칭부정명제의 구조를 명제 A형,명제 E형,명제 I형 ,명제 O형이라고 부른다.

## 예
모든 돼지는 동물이다.
모든 인간은 동물이다.
따라서 모든 인간은 돼지이다.
위의 삼단 논법 추론에서 중개념인 ‘동물’이 어느 쪽에서도 주연되고 있지 않기 때문에 추론이 오류를 범하고있다.

## 중명사
모든 Z는 B이다.
모든 Y는 B이다.
따라서 모든 Y는 Z이다.
여기서 B는 두개의 전제 명제에서 양쪽다 빈명사로 사용되고있는 중명사(middle term)이다.
모든 Z는 B이다.
어떤  Y는 Z이다.
따라서 모든 Y는 B이다.
여기서 Z는 두개의 전제 명제에서 각각 주명사와 빈명사에서  사용되고있는 중명사(middle term)이다.
한편 이처럼 중명사는 매개하는 기능을 갖고있는데 결론에서 대명사 및 소명사를 주어(소명사)와 술어(대명사)로 추론하는데 있어서 중심역할을 하게 된다.
| 명제(3개)               | 명사(3개)       | 삼단논법 |
| ----------------------- | --------------- | -------- |
| 사람은 죽는다.          | 대명사와 중명사 | 대전제   |
| 임금은 사람이다.        | 소명사와 중명사 | 소전제   |
| 그러므로 임금은 죽는다. | 소명사와 대명사 | 결론     |

위의 예에서처럼 중명사는 삼단논법(syllogism)의 명제들이 총3개의 명사를 갖도록 하는 역할을 하는데 중요한 역할을 한다.  만약 4개의 명사를 사용하게 되면 삼단논법은 오류에 빠지게 된다. 이경우는 '4명사 오류'가 되며  특히 3명사인것처럼 보이나 중명사가 동음이의인 경우의 '4명사 오류'는 '중명사 오류'라고 한다.

## 같이 보기
- 오류론
- 대당 4각형